# Salsola omaruruensis
Salsola omaruruensis är en amarantväxtart som beskrevs av Viktor Petrovitj Botjantsev. Salsola omaruruensis ingår i släktet sodaörter, och familjen amarantväxter. Inga underarter finns listade i Catalogue of Life.